# Mont Dostie
Pour les articles homonymes, voir Dostie.
Le mont Dostie est une montagne en Estrie, au Québec, qui fait partie des Appalaches ; son altitude est de 610 mètres.

## Toponymie
Le nom a été accepté par la Commisison de géographie en 1946 à la suite d'une demande de Philippe Cliche, président de la Megantic Manufacturing Company. La requête souligne le fait que ce toponyme évoque le souvenir d'Éphrem Dostie.

## Géographie

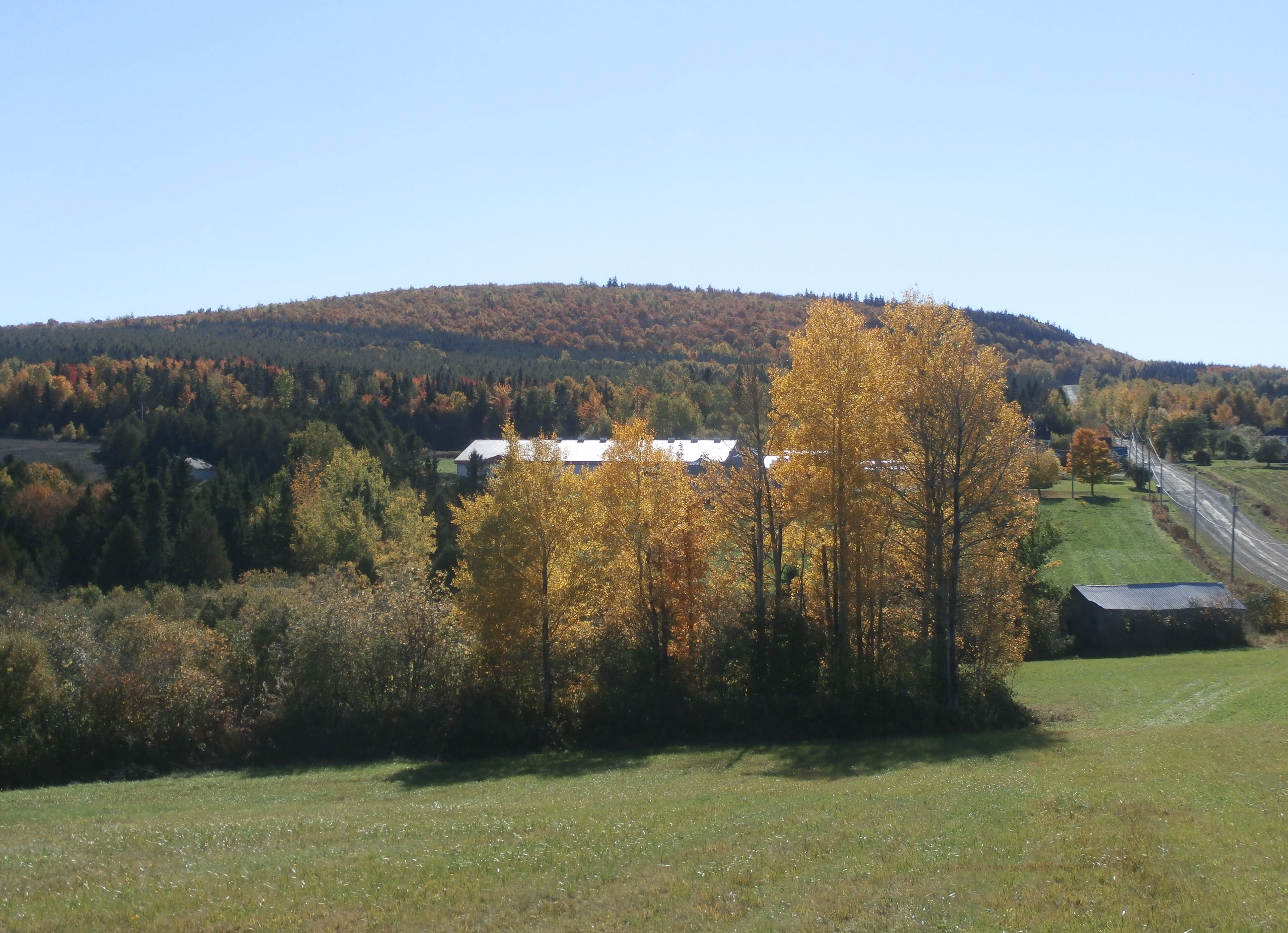
Vue du mont Dostie depuis le nord.

La montagne est située dans la municipalité d'Audet, près du chemin du Mont-Dostie.